# Regina Maršíková
Regina Maršíková (* 11. Dezember 1958 in Prag, damals ČSR) ist eine ehemalige tschechoslowakische Tennisspielerin.

## Karriere
Bereits als Juniorin gewann sie 1977 die French Open.
Maršikova gewann 1977 an der Seite der US-Amerikanerin Pam Teeguarden auch die Konkurrenz im Damendoppel der French Open. Sie besiegten im Endspiel Rayni Fox und Helen Gourlay in drei Sätzen. Bei den French Open erreichte sie von 1977 bis 1979 zudem dreimal in Folge das Halbfinale im Einzel.
In ihrer Karriere gewann sie insgesamt fünf Einzel- und vier Doppeltitel.
Von 1978 bis 1986 spielte sie für die tschechoslowakische Federation-Cup-Mannschaft insgesamt 17 Partien. Sie erzielte im Einzel eine positive Bilanz von 5:2, im Doppel gewann sie fünf ihrer zehn Partien.

## Grand-Slam-Titel

### Doppel
| Jahr | Turnier     | Belag | Partnerin      | Finalgegnerinnen        | Ergebnis      |
| ---- | ----------- | ----- | -------------- | ----------------------- | ------------- |
| 1977 | French Open | Sand  | Pam Teeguarden | Rayni Fox Helen Gourlay | 5:7, 6:4, 6:2 |